# 椭圆红柿
椭圆红柿（学名：Diospyros oldhamii f. ellipsoidea）为柿科柿属红柿下的一个变型品种。

## 扩展阅读
- 維基物種上的相關：椭圆红柿